# Mizar (zvezda)
Mizar ili Zeta Ursae Majoris (drugi nazivi: Zeta UMa, ζ Ursae Majoris, ζ UMa) je zvezda u sazvežđu Veliki medved, a takođe pripada i asterizmu Velika kola. Mizar je višestruka zvezda i ima još 5 pratilaca. Ovaj šestostruki sistem se zapravo sastoji od četvorostrukog sistema kojem pripada zvezda Mizar, i dvojne zvezde Alkor.

## Specifikacije
Mizar je sistem od četiri zvezde, odnosno dve spektroskopski dvojne zvezde. Mizarova prividna magnituda iznosi 2,23 i zvezda spada u spektralnu klasu A po Harvardskoj spektralnoj klasifikaciji. Alkor (80 Ursae Majoris) je prividne magnitude 3,99 i takođe spada u spektralnu klasu A. Ove dve zvezde su beli džinovi sa visokom temperaturnom na površini (reda veličine 105 K).
Zajedno, Alkor i Mizar su poznati kao "jahač i konj" i spominju se u raznim mitologijama.
Često se postavlja pitanje da li su Alkor i Mizar dva odvojena sistema koja se samo na nebeskoj sferi vide zajedno, ili zaista čine šestostruki sistem. Primećeno je da se zajedno kreću, približno istom brzinom i u istom smeru, što bi značilo da su možda gravitaciono vezani. Do 2009. nije bilo poznato da je i Alkor višestruka zvezda i da se sastoji iz komponenti Alkor A i Alkor B. Novija istraživanja savremenom opremom pokazala su da su Alkor i Mizar udaljeni jedni od drugih 0,5 do 1,5 astronomskih jedinica i najverovatnije orbitiraju oko zajedničkog centra mase.
Ceo šestrostruki sistem nalazi se 83 svetlosnih godina od Zemlje. Smatra se da su sve zvezde u sistemu istog porekla i da su iste starosti.

## Provera oštrine vida
Više starih civilizacija, uključujući i arapsku odakle imena Mizar i Alkor potiču, koristili su ove dve zvezde za proveru vida. Po starim arapskim spisima, samo oni sa najoštrijim vidom mogli su da vide i Alkor i Mizar, a oni sa lošim ili prosečnim vidom videli su samo Mizar. Pošto su magnitude za ove dve zvede 2,33 za Alkor i 2,23 za Mizar, obe zvezde su veoma dobro vidljive i osoba sa prosečnim vidom mogla bi lako da ih vidi. Zato neki naučnici smatraju da dve zvezde koje se spominju u spisima nisu Mizar i Alkor, već Mizar i manje vidljiva zvezda koja se na nebeskoj sferi nalazi izveđu Alkora i Mizara ali ne pripada njihovom sistemu.

## Istorija
U indijskoj kulturi Alkor i Mizar su poznati kao Vasista i Arundati i simbolizuju brak. U japanskoj mitologiji smatralo se da ako osoba nema dovoljno oštar vid da uoči Alkor, umreće do kraja godine. Arapi su ove zvezde zvali "jahač i konj" i služile su za proveru vida. Alkor su zvali Al Kavar (u prevodu znači "bleda zvezda"). Persijski pisari zapisivali su da je Alkor bilo jako teško uočiti i da je zato služio za proveru vida. Danas Alkor nije težak za uočiti, pa zato naučnici smatraju da su se spisi odnosili ili na drugu zvezdu, ili se prividno na nebeskoj sferi Alkor udaljio od Mizara. Smatra se da starim grcima zvezda Alkor uopčte nije bila poznata i ne postoje zapisi o njoj. Pronađena je samo jedna priča, koja govori da je Alkor nekada bio deo sedam sestara (Zvezdano jato Plejade) ali se odvojio i postao Alopeks (u prevodu "lisica", a na latinskom Eques Stellula).
U nemačkoj istoriji Alkor i Mizar zvani su Konj (Mizar, kao sjajnija zvezda) i jahač (Alkor, kao bleđa zvezda). U Engleskoj su ove dve zvezde bile poznate kao Džek (Mizar) i njegov konj (Alkor).
Više komponenti Mizara otkriveno je tek sa pojavom preciznih instrumenata i spektroskopije. A o pretpostavci da Alkor i Mizar čine jedan sistem prvi put se govorilo u Italiji. Smatra se da je pretpostavku prvi postavio Benedeto Kasteli, astronom iz doba renesanse. Đovani Ričoli, poznati italijanski astronom, 1650. godine složio se sa Kastelijem.
Godine 1889. sa pojavom spektroskopije dokazano je da je Mizar dvojna zvezda od strane Pikeringa i Eni Kanon. To je bila prva spektroskopski dvojna zvezda ikada zabeležena. Obe zvezde u Mizar sistemu, Mizar A i B, sjajnije su od Sunca 35 puta i spadaju u spektralnu klasu A. Jedna oko druge obilaze svakih 20 dana 12 sati i 55 minuta. Kasnije je dokazano da je i sam Mizar B spektroskopski dvojna zvezda i da sa svojim pratiocem obilazi oko centra mase svakih 6 meseci. 107 godina nakon ovih otrića, 1996. godine, Mizarov sistem je fotografisan optičkim interferometrom a na snimku su se videle 4 zvezde, odnosno 6 ako se broje Alkor i njegov pratilac (patuljasta zvezda spektralne klase M).